# Репець (річка)
Репе́ць (річка) — річка в Липецькій області Росії. Ліва притока річки Дон. Назву цієї водойми пов'язують з назвою рослини «репець», тобто явір.
Річка Репець розташована в Ліпецькому та в Задонському районах Липецької області. Має два витоки: перший розташований біля села Ключики, другий — біля села Товаро-Никольське. Від джерел і до села Архангельські Борки влітку під час посухи висихає. Біля села Часта Дубрава створений штучний став. В річку Дон впадає неподалік села Стара Воскресеновка, де вибудували міст через Репець.
Відома зі стародавніх часів. В XVIII ст. протікала повз земельні володіння дворян Кожиних. В селі Зарічний Репець випадково зберігся садово-парковий ансамбль колишньої садиби Кожиних з унікальною садибною Покровською церквою, шедевром доби російського бароко.
На берегах річки Репець розташовані поселення Ключики, Товаро-Никольське, Лози, Страховка, Алексіївка, Репець, Зарічний Репець, Южевка, Камишевка, Архангельські Борки, Часта Дубрава, Стара Воскресеновка.